# Mérnöki tudomány

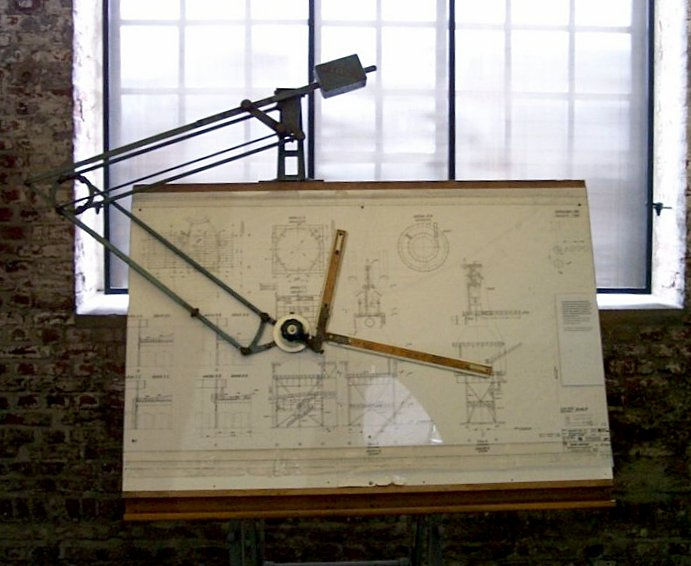
Valamikor nélkülözhetetlen, de mára már elavult műszaki rajzoló tábla

A mérnöki (vagy műszaki) tudomány a technológia alkalmazása emberi problémák megoldására.
Az a hivatásos cselekvés, melynek során a képzelőerőt, az ítéletet és az intelligenciát alkalmazzák a tudományban, a matematikában és a gyakorlatban olyan objektumok és folyamatok tervezésére és kivitelezésére, amelyekre az emberiségnek szüksége lehet. A mérnöki tudományok művelői a mérnökök.

## Az engineering és engineer értelmezése
Az angol „engineering” kifejezés gyűjtőfogalomként utalhat a rendelkezésre álló technikai eszközökre, tudásra és folyamatokra is. A leggyakrabban azonban a gépre, a gépészkedésre gondolnak az angolok az „engineering” szó kapcsán, míg nálunk a mérésre, az alapossággal végzett műszaki szaktevékenységre.
A mérnök szó az angol „engineer” szónak nem pontos fordítása, mert ez utóbbi mindenkire használható, aki gépekkel foglalkozik, azokat javítja, üzemelteti vagy karbantartja, ami a magas fokú oktatás elvégzését jelző bizonyítvány/diploma tulajdonát nem garantálja. A magyarban ezekre a foglalkozásokra a technikus szó használható, de a mérnök szót nem magábafoglaló gépész, vegyész, építész, műszerész kifejezések sem garantálnak egyetemi/főiskolai képzettséget és matematikai járatottságot, csak foglalkozási ágat illetve gyakorlati tudást.
A magyar mérnök szót az angol két szóval fejezi ki amikor az „engineer” szóhoz egy képzettségi, és/vagy tapasztalati ill. gyakorlottsági jelzőt kapcsol, pl „Chartered Engineer”, „Professional Engineer”, „Incorporated Engineer”, vagy „European Engineer”, ami egy szakmai címet is jelent meg vagy akadémiai képzettséget is, vagy pedig olyan egyénekre is alkalmazható akik kiváló munkájukkal, és/vagy egyéni tanulmányaik után egy megfelelő szakmai egyesület vizsgája révén az egyesület („professional body”) vizsgálóbizottságának elismerését nyerték el. Ezek a címek tehát megfelelnek a magyar „mérnök” szó értelmének, ami egyetemi/főiskolai képzettséget és magas színvonalú tudást értelmez.

## Metodológia
A mérnök alapvető és egyedi feladata, hogy felismerje, megértse és integrálja egy terv követelményeit abból a célból, hogy sikeres eredményt érjen el. Ez általában nem elegendő egy műszakilag sikeres termék felépítéséhez, további feltételeknek is teljesülnie kell. A követelmények tartalmazhatják a hozzáférhető forrásokat, fizikai és műszaki korlátokat, jövőbeli változtatásokkal és kiegészítésekkel szembeni rugalmasságot és más tényezőket is, mint például a költségekkel szembeni elvárásokat, gyárthatóságot és szervizelhetőséget. Miután megértette a mérnök a követelményeket, meghatározhatja azoknak a határoknak a listáját, melyeken belül egy életképes objektum vagy rendszer gyártható és üzemeltethető.

## Problémamegoldás
A mérnök tudományos ismereteit, a matematikát és a megfelelő tapasztalatát használja fel, hogy megtalálja egy probléma alkalmas megoldását. Megfelelő matematikai modell alkotása lehetővé teszi, hogy elemezze azt, és vizsgálja a lehetséges megoldásokat. Általában több értelmes megoldás létezik, így a mérnöknek értékelnie kell a különböző változatok előnyeit, és ki kell választania azt a megoldást, amely legjobban megfelel a követelményeknek.
A mérnök törekszik arra, hogy megjósolja a tényleges gyártás előtt, mennyire fog megfelelni az általa készített terv a specifikációjának. Ehhez többek között prototípust, kisebb léptékű modellt, szimulációt, roncsolásos és roncsolásmentes vizsgálatokat és feszültség-vizsgálatokat használ. Az elvégzett vizsgálatok biztosítják, hogy a termék úgy fog viselkedni, ahogy elvárjuk. A mérnök, mint szakember komolyan veszi kötelességét, hogy olyan terveket készítsen, amely a kívánt teljesítményt szolgáltatja és nem okoz veszélyt. A mérnök biztonsági tényezőt használ a tervezés során, hogy a váratlan károsodás kockázatát csökkentse. Minél nagyobb azonban a biztonsági tényező, annál kevésbé lesz gazdaságos a terv.

## Számítógép használata
A számítógép és szoftver szerepe egyre növekvő fontosságot kap a mérnök munkájában. Numerikus módszerek és szimulációk a korábbi közelítő módszereknél sokkal pontosabban megjósolják a tervezett objektum vagy folyamat leendő viselkedését.
Számítógéppel segített tervezés (CAD = Computer Aided Design) szoftver használatával a mérnök könnyebben és pontosabban készíthet rajzot és modellt a tervezés során. A számítógépes modellen ellenőrizni lehet a hibákat további költségek és időigényes prototípus legyártása nélkül. A számítógép néhány esetben képes a modellt automatikusan lefordítani gyártósorokra alkalmazható utasításokra, (például CNC) melyek segítségével legyártható a munkadarab. 
A végeselemes (FEM vagy FEA = Finite Element Method Analysis) szoftver segítségével tanulmányozható a modell feszültségállapota, áramlási viszonyai, elektromágneses mezeje, hőmérsékleteloszlása stb. Változatos szoftverek állnak rendelkezésre a rendszerek dinamikus analíziséhez. Elektronikus mérnökök több szoftver között válogathatnak, melyek segítségével áramköri kapcsolási rajzokat, nyomtatott áramköröket és számítógépes processzorokat tervezhetnek.

## Mérnöki tudományok

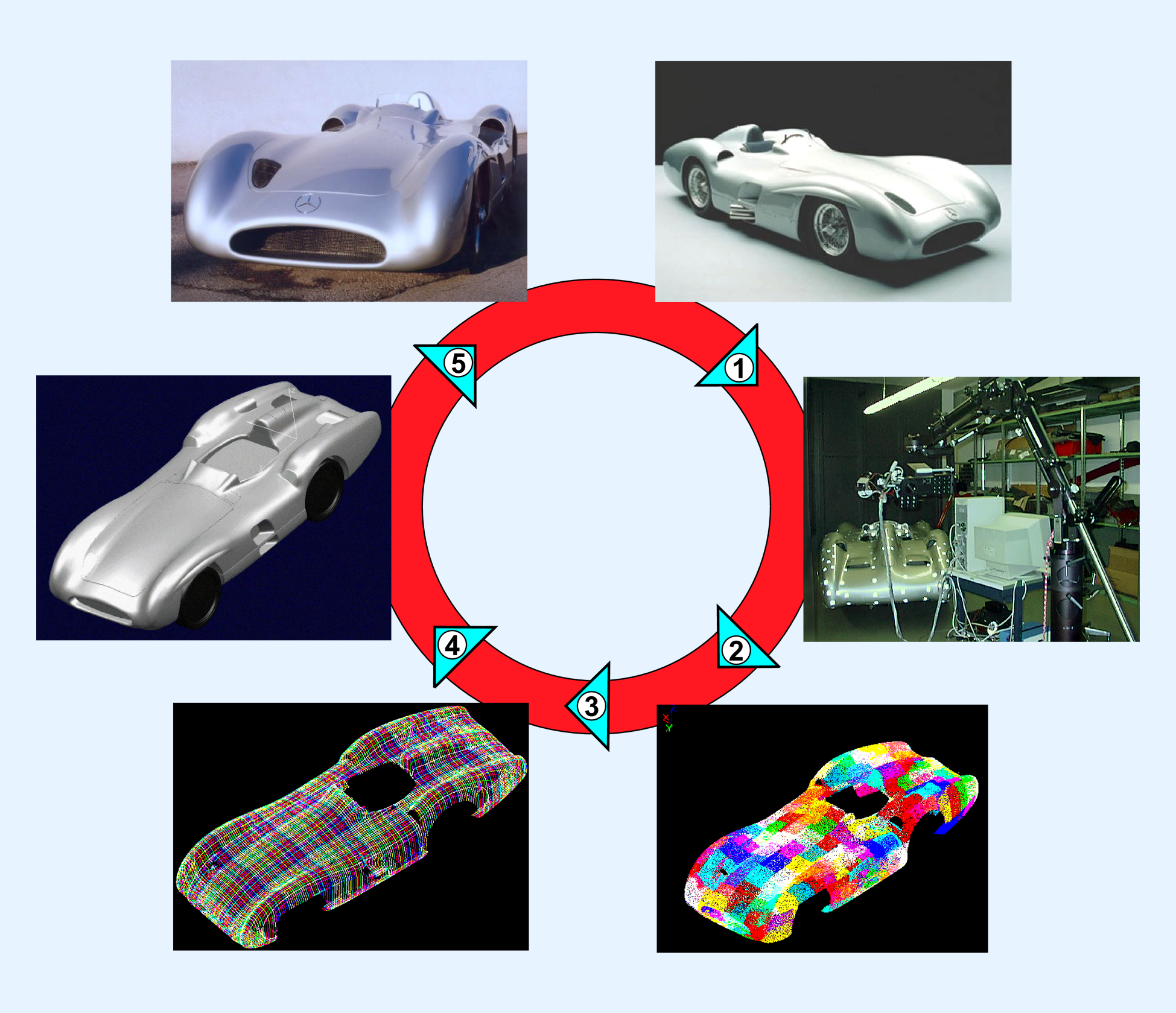
Egy kész jármű lemásolása számítógépes modellezéssel

- Mérnöktörténet: lásd Gépészmérnökök a 19. században
- anyagmérnök
- biomérnök
- biztonságtechnikai mérnök
- elektromérnök
- élelmiszermérnök
- energetikai mérnök
- építészmérnök
- építőmérnök
- faipari mérnök
- formatervező mérnök
- földmérő mérnök
- gazdálkodási mérnök
- gázmérnök
- gépészmérnök
- hadmérnök
- ipari termék- és formatervező mérnök
- járműmérnök
- kertészmérnök
- kohómérnök
- környezetmérnök
- könnyűipari mérnök
- közlekedésmérnök
- logisztikai mérnök
- mechatronikai mérnök
- mérnök informatikus
- műszaki menedzser
- olajmérnök
- repülőmérnök
- tesztmérnök
- szoftvermérnök
- tűzvédelmi mérnök
- vasútmérnök
- vegyészmérnök
- villamosmérnök
- villamos-üzemmérnök
- vízgazdálkodási mérnök
- vízépítő mérnök
- vízügyi üzemeltetési mérnök